# No Fun förlag
No Fun förlag var ett svenskt bokförlag med utgivning 2001–2004.
No Funs förläggare Paul Soares beskrev förlaget som ett projekt sprunget ur läsningen av Anders Olssons filosofiska och litteraturhistoriska verk Läsningar av Intet. Utgivningen var bestämd till fem titlar och de fem författare som involverades skulle ge ”approximativa litterära svar på Intet” i form av ”postnihilistisk sociologilitteratur. Lite psykologi. Lite neurologi. Lite fuckologi”.

## Utgivning
- Niklas Darke (2001). Kanintricket. ISBN 91-974205-0-6
- Niklas Qvarnström (2001). Memento Malmö. ISBN 91-974205-8-1
- Christian Ottesen (2002). Inte bara Shakespeare. ISBN 91-974205-6-5
- Kristian Lundberg (2003). Hardcore. ISBN 91-974205-9-X
- Carl-Michael Edenborg (2004). Alkemins skam (ny utgåva). ISBN 91-974205-1-4 (avhandling;[3] första utgåvan 2002[4])